# Krînîcine, Ustînivka
Krînîcine (în ucraineană Криничне) este localitatea de reședință a comunei Krînîcine din raionul Ustînivka, regiunea Kirovohrad, Ucraina.

## Demografie
Componența lingvistică a localității Krînîcine
     Ucraineană (96,07%)
     Rusă (1,69%)
     Alte limbi (1,03%)
Conform recensământului din 2001, majoritatea populației localității Krînîcine era vorbitoare de ucraineană (96,07%), existând în minoritate și vorbitori de rusă (1,69%) și armeană (1,03%).